# Lerma (Burgos)
Lerma ist eine nordspanische Kleinstadt und eine aus dem Hauptort sowie 6 Weilern (pedanías) bestehende Gemeinde (municipio) mit 2.556 Einwohnern (Stand: 2024) im Süden der Provinz Burgos in der Autonomen Gemeinschaft Kastilien-León. Das historische Zentrum von Lerma ist als Kulturgut (Bien de Interés Cultural) in der Kategorie Conjunto histórico-artístico anerkannt.

## Lage und Klima
Die Kleinstadt Lerma liegt auf einer Anhöhe über dem Tal des Río Arlanza in einer Höhe von etwa 850 m knapp 40 km (Fahrtstrecke) südlich von Burgos. Zusammen mit den mittelalterlichen Orten Covarrubias (ca. 23 km östlich) und Santo Domingo de Silos (ca. 31 km südöstlich) bildet Lerma das sogenannte „Dreieck von Arlanza“ (Triángulo de Arlanza). Die Entfernung nach Madrid beträgt gut 200 km. Das Klima im Winter ist rau, im Sommer dagegen trocken und warm; Regen (ca. 500 mm/Jahr) fällt überwiegend im Winterhalbjahr.

## Bevölkerungsentwicklung
| Jahr      | 1857  | 1900  | 1950  | 2000  | 2021  |
| Einwohner | 2.327 | 2.627 | 2.536 | 2.518 | 2.609 |

Trotz oder gerade wegen der Mechanisierung der Landwirtschaft und der Aufgabe bäuerlicher Kleinbetriebe ist die Einwohnerzahl von Lerma im 20. Jahrhundert nahezu konstant geblieben.

## Wirtschaft
Das Umland von Lerma ist landwirtschaftlich geprägt; die Kleinstadt bot die notwendigen regionalen Dienstleistungen in den Bereichen Handwerk und Handel. Bereits seit geraumer Zeit spielen der Tages- und Wochenendtourismus eine wesentliche Rolle im Wirtschaftsleben der Kleinstadt. Seit dem Jahr 2008 gehört das Gemeindegebiet von Lerma zum Weinbaugebiet Arlanza (D.O.).

## Geschichte

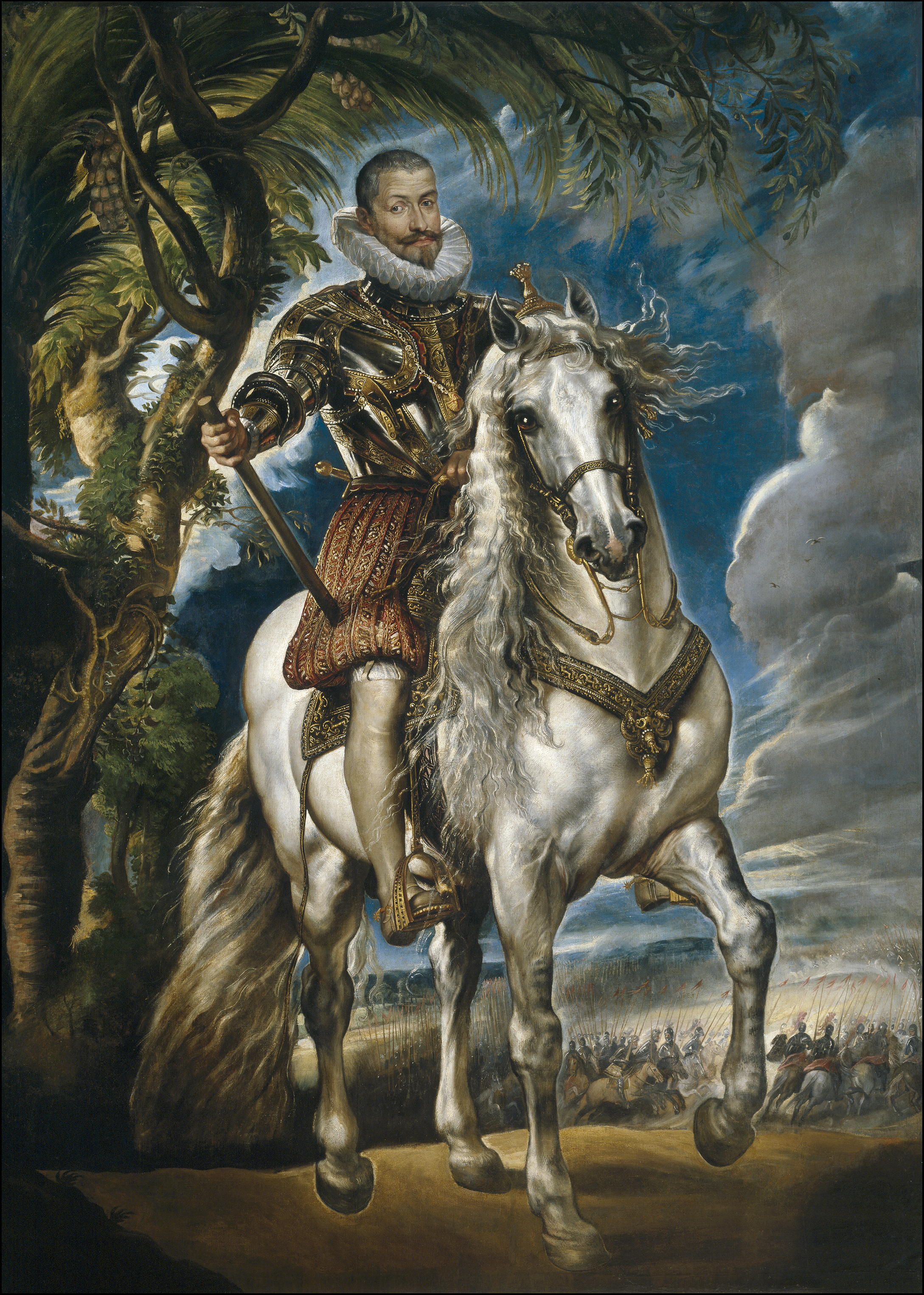
Rubens – Der Herzog von Lerma (1603)

Die Anhöhe von Lerma war schon in prähistorischer Zeit als natürlicher Festungshügel genutzt worden; aus römischer, frühmittelalterlicher oder islamischer Zeit fehlen jedoch Textquellen und Funde und somit gesicherte Erkenntnisse. Bei Lerma führte die Cañada Burgalesa vorbei, einer von mehreren bereits im Hochmittelalter genutzten Triftwegen für die großen Schafherden aus dem Süden Spaniens; in dieser Zeit entstand die mittelalterliche Stadt mit einem großen zentralen Platz und einer Wehrmauer mit vier Toren.
Doch erst durch die baulichen Aktivitäten des Francisco Gómez de Sandoval y Rojas, Marqués de Denia und Herzog von Lerma (1553–1625) erhielt der Ort im beginnenden 17. Jahrhundert sein heutiges Aussehen. Der „Herzog von Lerma“ war ein Enkel des Jesuitengenerals Francisco de Borja und ein führender Vertreter der Gegenreformation in Spanien. Er diente dem spanischen König Philipp III. (reg. 1598–1621) als Minister und wurde im Jahr 1618 zum Kardinal der römisch-katholischen Kirche ernannt. Vom Architekten Francisco de Mora (1553–1610), einem Schüler bzw. Nachahmer Juan de Herreras (1530–1597), dem Planer und Erbauer des Escorial, ließ er Anfang des 17. Jahrhunderts den herzoglichen Palast von Lerma sowie vielleicht auch einige Nebenbauten – darunter den Konvent von San Blas – errichten, wodurch der Ort ein weitgehend einheitliches architektonisches Gepräge erhielt.

## Sehenswürdigkeiten

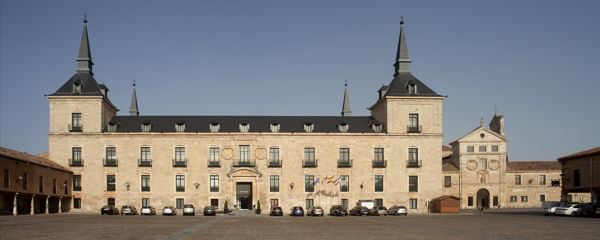
Herzogspalast und Kirche San Blas

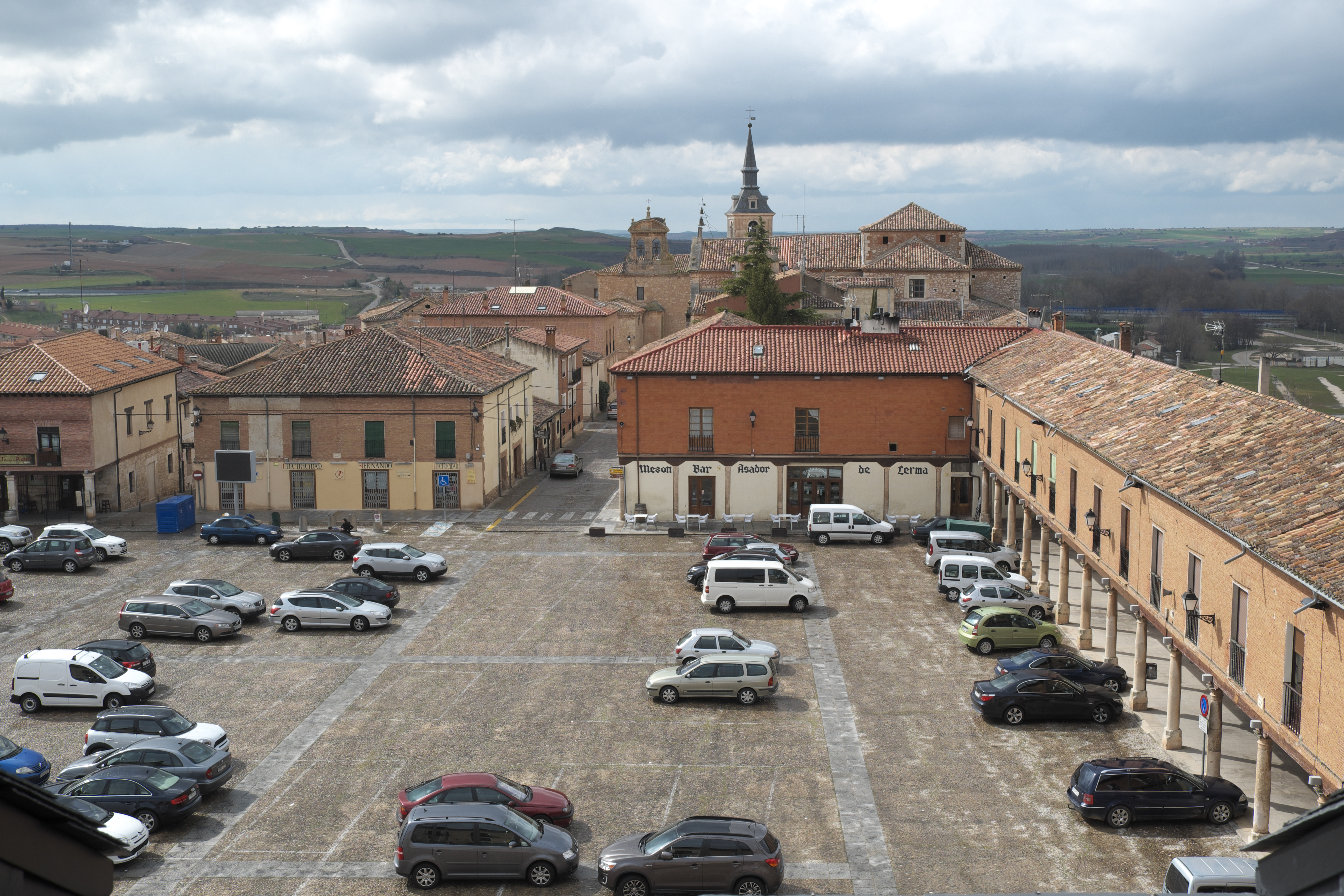
Plaza Mayor

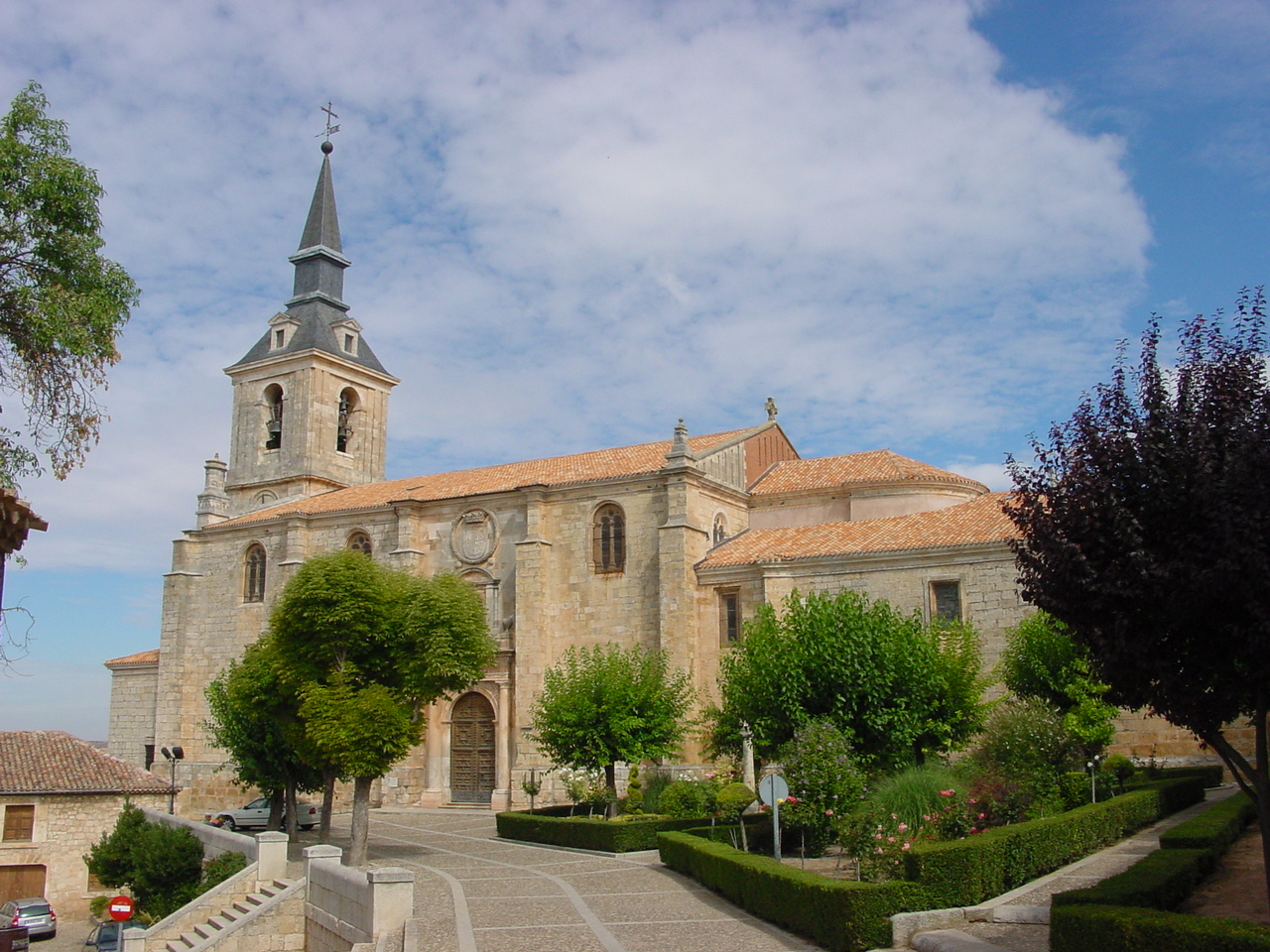
Kollegiatkirche San Pedro

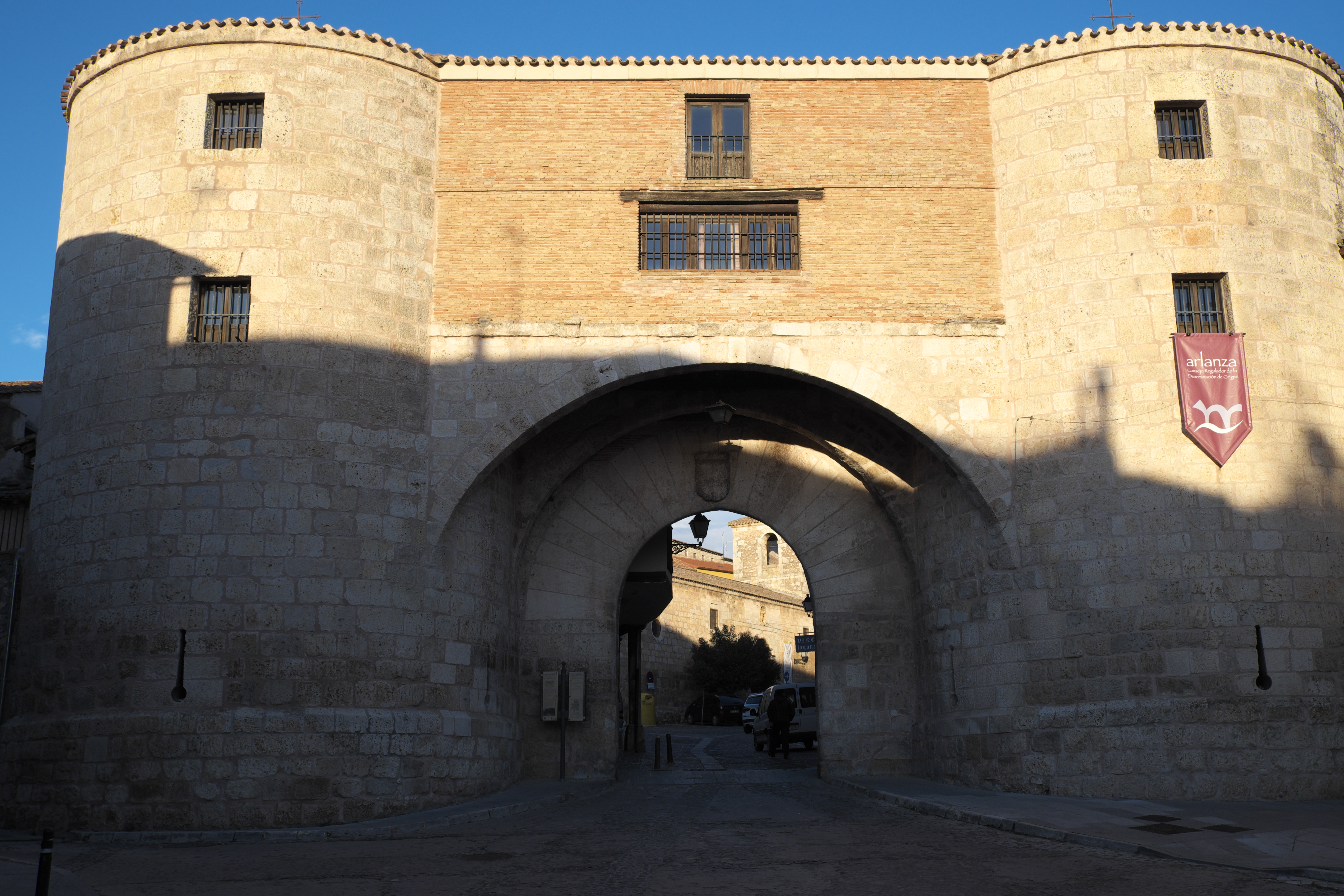
Stadttor Puerta de la Cárcel

- Der Herzogspalast (Palacio Ducal de Lerma) wurde in den Jahren 1601–1617 erbaut und ist das beherrschende Gebäude des von Arkadenhäusern umstandenen rechteckigen Platzes. Das stilistisch dem Escorial nachempfundene Gebäude dient heute als Parador.
- Rechts neben den Herzogspalast – und früher durch einen Arkadengang mit ihm verbunden – steht die Kirche des Dominikanerinnen-Konvents von San Blas (Convento de San Blas).
- Aus spätmittelalterlicher Zeit stammt der große zentrale Platz – mit fast 7000 m² einer der größten Spaniens. Er wurde möglicherweise auf Anordnung des Herzogs umgestaltet.
- Der Clarissenkonvent (Monasterio de la Ascensión de Nuestro Señor) wurde zu Beginn des 17. Jahrhunderts von einer Schwiegertochter des Herzogs von Lerma in Auftrag gegeben und im Jahre 1610 fertiggestellt.
- Zwischen dem Clarissenkonvent und dem Karmelitinnenkonvent befindet sich die Plaza Santa Clara. Die offenen Arkadenbögen an der Nordseite ermöglichen schöne Blicke über das Land.
- Der Karmelitinnenkonvent (Convento de Santa Teresa) stammt ebenfalls aus dem beginnenden 17. Jahrhundert und wurde in Anwesenheit Philipps III. im Jahre 1617 eingeweiht.
- Die ehemalige Klosterkirche des Dominikanerordens Santo Domingo steht im Süden der Stadt und hat einen gesprengten barocken Glockengiebel (espadaña); sie wurde ebenfalls im Jahr 1617 fertiggestellt. In den ehemaligen Klostergebäuden ist heute das Rathaus (ayuntamiento) untergebracht.
- Die dreischiffige Kollegiatkirche (Colegiata San Pedro (Lerma)) erhebt sich genau gegenüber dem Herzogspalast, aber etwa 300 m von diesem entfernt. Ihr Turm ahmt die Türme des Herzogspalasts nach. Das Innere beherbergt eine reichhaltige Ausstattung.
- Das Gefängnistor (Puerta de la Cárcel) und spärliche Reste der ehemaligen Stadtmauern sind architektonische Zeugnisse aus dem Spätmittelalter.
- Ebenfalls aus dem 14./15. Jahrhundert stammt eine Steinbogenbrücke über den Río Arlanza.

## Persönlichkeiten
- Hernando de Lerma (1541–ca. 1585), Conquistador und Gouverneur
- Cyrill Bertrán (1888–1934), Schulbruder, Heiliger der römisch-katholischen Kirche

## Sonstiges
Lerma ist der Schauplatz eines Theaterstücks:
- La burgalesa de Lerma, Autor: Lope de Vega (1613)

Lerma war Drehort zweier spanischer Spielfilme:
- Der Schelm von Salamanca (El lazarillo de tormes), Regie: César Fernández Ardavín (1959)
- Der Mann vom grünen Kreuz (El segundo poder), Regie: José María Forqué (1976)

## Zitat
Quisiera que tú hubieras visto ... la hermosa plaza de Lerma, un cuadro como en pintura... („Ich wünschte, dass Du den herrlichen Ort Lerma gesehen hättest – ein Bild wie ein Gemälde...“  Lope de Vega: „La burgalesa de Lerma“)